# Фандаб
Фанда́б (англ. fandub, також фендаб) — фанатський, або аматорський дубляж. Термін вживається на позначення безоплатного озвучування телевізійних та анімаційних серіалів, коротко- та повнометражних фільмів, відеороликів та відеоігор.
Існує принципова різниця між дубляжем і фандабом. Дубляж є професійним озвучуванням фільмів, серіалів, ігор тощо. Для дубляжу залучаються кваліфіковані перекладачі, актори, звукорежисери. Озвучення відбувається з використанням професійної техніки, різноманітних бібліотек звуків, репліки підбираються під рухи вуст акторів. Фанатський дубляж може мати помилки в перекладі чи погану якість звуку, оскільки створений працею активних прихильників, мотивованих якнайшвидше випустити локалізований матеріал.
Для аматорського дубляжу може використовуватися фенсаб.